# God of War Ragnarök
God of War Ragnarök é um jogo eletrônico de ação-aventura desenvolvido pela Santa Monica Studio e publicado pela Sony Interactive Entertainment. Foi lançado em 9 de novembro de 2022 para PlayStation 4 e PlayStation 5. Uma versão foi lançado para o Windows em 19 de setembro de 2024. É o nono título da série principal God of War, o nono em ordem cronológica, e a sequência de God of War (2018). Vagamente baseado na mitologia nórdica, o jogo se passa na antiga Escandinávia e apresenta os protagonistas Kratos e seu filho Atreus. Servindo como o final da era nórdica da série, o jogo dá início ao Ragnarök, uma série de eventos que trazem o fim dos tempos e retrata a morte de alguns dos deuses nórdicos, que foi predito no jogo anterior após Kratos ter matado o deus Æsir Baldur.
A jogabilidade é semelhante ao título de 2018. Possui combate baseado em combos, bem como elementos de jogos de quebra-cabeça e RPG. A jogabilidade foi reformulada em relação ao jogo anterior: além das armas principais de Kratos, um machado de guerra mágico e suas lâminas duplas, ele também adquire uma lança mágica e seu escudo ficou mais versátil, com diferentes tipos de escudos que possuem distintas habilidades ofensivas e defensivas. Seu filho Atreus, assim como alguns outros personagens, auxiliam no combate e podem ser controlados passivamente. Além disso, e pela primeira vez na franquia, existem algumas missões de história em que o jogador assume o controle total de Atreus; sua jogabilidade é semelhante a de Kratos, mas ele usa seu arco mágico como arma. Também existem mais tipos de inimigos e mini-chefes do que no jogo anterior.
Originalmente programado para ser lançado em 2021, o jogo foi adiado em parte devido ao impacto da pandemia de COVID-19 no seu desenvolvimento e aos problemas de saúde do ator de Kratos, Christopher Judge, em agosto de 2019. Ragnarök foi aclamado pela crítica especializada, que concedeu elogios para sua narrativa, personagens, visuais, level design e melhorias gerais na jogabilidade em relação ao seu antecessor. O jogo foi um sucesso comercial, vendendo 5,1 milhões de unidades em seus primeiros cinco dias de lançamento, e tornando-se o jogo original mais rapidamente vendido da história do PlayStation. Em três meses, o jogo havia vendido mais de 11 milhões de cópias. Foi indicado a diversos prêmios, incluindo na categoria de Jogo do Ano no The Game Awards 2022.

## Jogabilidade
God of War Ragnarök é um jogo eletrônico de ação-aventura em terceira pessoa. Possui uma câmera livre sobre o ombro, enquanto que cinematograficamente, o jogo é apresentado em plano-sequência, sem cortes de câmera ou telas de carregamento. A jogabilidade é semelhante ao seu antecessor, God of War (2018) e, assim como esse jogo, é apenas para um jogador. Ao longo do jogo, os jogadores lutam contra inimigos mitológicos nórdicos, com mais tipos de oponentes do que no título anterior. Além dos inimigos encontrados em seu antecessor, alguns tipos de adversários mais novos incluem Einherjars, serpes, stalkers (criaturas semelhantes a centauros com chifres), fantasmas, invasores humanos, nokkens, entre muitos outros. Os desenvolvedores também adicionaram mais mini-chefes para dar mais variedade ao jogo.
O jogador controla principalmente o personagem Kratos em um combate baseado em combos e elementos de jogos de quebra-cabeça. As principais armas de Kratos são um machado de guerra mágico chamado Machado Leviatã, e suas lâminas duplas, as Lâminas do Caos. Ele também possui um escudo, cuja versão original é chamada de Escudo do Guardião. Kratos também detém um combate corpo a corpo. O Machado Leviatã é infundido com magia elementar de gelo. Ele pode ser jogado nos inimigos e invocado magicamente de volta para sua mão, semelhante ao martelo Mjölnir, de Thor. A arma também pode ser lançada em objetos do ambiente para desencadear uma explosão prejudicial e congelar objetos e alguns inimigos no local para resolução de quebra-cabeças até ser convocado novamente. As Lâminas do Caos, infundidas com magia elemental de fogo, são um par de lâminas presas a correntes que podem ser giradas em várias manobras. Uma nova mecânica presente em Ragnarök é que as lâminas também podem ser usadas como um gancho para atravessar lugares altos e abismos. Elas também podem ser usadas para pegar e arremessar objetos nos inimigos. Kratos também obtém uma nova arma chamada Lança Draupnir, uma lança de ataque de curto e longo alcance que é infundida com magia elemental de vento e pode fazer cópias de si mesma; por exemplo, Kratos pode lançar várias lanças em um inimigo e fazer com que todas explodam de uma vez. Cada arma possui ataques leves e pesados. Elas podem ser atualizadas com runas para permitir ataques rúnicos mágicos, com slots para um ataque mágico leve e pesado, fornecendo aos jogadores uma variedade de opções para seu próprio estilo de jogo. A função do botão triângulo no controle também foi alterada em Ragnarök. No jogo anterior, o botão era usado apenas para invocar o machado de Kratos de volta à sua mão, mas se ele já tivesse com machado, nada acontecia. Agora, o botão adicionalmente permite que o jogador use "Movimentos de Assinatura de armas" para liberar um poderoso ataque mágico, dependendo da arma equipada. Se estiver em uma borda mais alta, o jogador pode pular para realizar um poderoso ataque com arma nos inimigos abaixo.
No jogo anterior, o escudo era usado apenas para bloquear e podia realizar um pequeno ataque de parry. Em Ragnarök, o escudo foi reformulado para maior versatilidade. Existem diferentes escudos que podem ser obtidos. Eles podem ser usados ofensivamente ou defensivamente, dependendo de qual escudo está equipado. Escudos menores são mais propensos a aparar, enquanto os maiores são mais defensivos. Por exemplo, o Escudo Destemido possui um ataque de parry que, quando acionado corretamente, Kratos esmaga o escudo em um inimigo que arremessa e atordoa os inimigos. Diferentemente, o Escudo Parede de Pedra é mais defensivo. Defender-se com o Escudo Parede de Pedra aumenta sua energia cinética e, uma vez totalmente carregado, o jogador pode bater o escudo no chão, emitindo uma grande onda de energia que repele os inimigos. Outros escudos com diferentes habilidades podem ser adquiridos ao longo do jogo. Quando não está em uso, o escudo se dobra e aparece como um brasão no antebraço esquerdo de Kratos. A habilidade Fúria Espartana de Kratos também foi atualizada. Agora existem três variações: Cólera, Bravura e Ira. Cólera é o modo padrão da Fúria Espartana e é idêntico ao jogo anterior em que Kratos usa ataques de mãos nuas para causar grandes danos aos inimigos. Bravura consome energia da fúria para restaurar a saúde e também pode ser usado como defesa se ativado no momento certo, enquanto que Ira desencadeia um poderoso ataque de arma dependendo de qual arma está equipada.
Assim como no jogo anterior, enquanto o jogador joga como Kratos, seu filho Atreus fornece assistência por meio de inteligência artificial, ajudando no combate, travessia, exploração e resolução de quebra-cabeças. O jogador pode controlar passivamente Atreus ditando onde ele dispara suas flechas com seu arco, seja em combate ou para resolver quebra-cabeças, bem como quais animais espectrais mágicos ele pode convocar para ajudar ainda mais no combate. Além disso, o combate de Atreus foi atualizado para refletir o crescimento de seu personagem. No jogo anterior, Atreus estava observando Kratos e aprendendo a lutar, enquanto que neste jogo, Atreus amadureceu. Ele possui combos encadeados mais longos, pode iniciar uma luta antes de Kratos e suas habilidades mágicas foram expandidas. Há também pontos no jogo onde outro personagem irá acompanhar Kratos em vez de Atreus e eles também podem ser controlados passivamente. Pela primeira vez na franquia, o jogador pode jogar inteiramente como um personagem diferente de Kratos (não incluindo o modo multijogador de God of War: Ascension). Isso só ocorre durante algumas missões da história, com o jogador assumindo o controle total de Atreus quando ele sai sozinho sem Kratos. Sua jogabilidade é semelhante a de Kratos, pois ele possui combate de curto alcance acertando os inimigos com seu arco, e ataques de longo alcance usando seu arco para atirar flechas. Além disso, Atreus possui flechas mágicas especiais, pode criar um escudo de magia e invocar animais espectrais mágicos para ajudar no combate. Atreus também tem sua própria habilidade de fúria na qual ele se transforma em um lobo (e mais tarde, em urso) para causar dano maior. Durante essas missões, Atreus normalmente possui outro personagem acompanhando-o e o jogador pode controlar passivamente esse personagem, assim como fazem com Atreus ao jogar como Kratos. Em algumas missões, Atreus possui uma espada mágica flutuante chamada Ingrid que substitui o personagem que o acompanha.
Ragnarök mantém os elementos de RPG do jogo de 2018. Isso inclui o sistema de criação com muitos dos mesmos recursos para criar novas armaduras ou atualizar armaduras e armas existentes com melhores vantagens. Há também muitas missões secundárias encontradas fora da narrativa central do jogo. Ragnarök também adiciona transmogrificação de armadura, que permite que o jogador mude a aparência de sua armadura equipada para qualquer outra adquirida sem perder nenhuma das estatísticas da armadura equipada. Na transmogrificação, no entanto, a peça de armadura equipada deve ser totalmente atualizada.
Ragnarök possui mais de 70 opções de acessibilidade. O sistema de interface do usuário (IU) do jogo foi redesenhado "para permitir mais flexibilidade e legibilidade", e mais opções de personalização para sistemas de combate e interação também foram adicionadas.  Todos os recursos de acessibilidade do jogo de 2018 foram mantidos, mas também expandidos para permitir que os jogadores ajustem a jogabilidade de acordo com seus próprios estilos de jogo e necessidades.

## Enredo
Três anos após os eventos do jogo anterior, o Fimbulwinter, um grande inverno que abrange três verões, está chegando ao fim o que dará início à profecia do Ragnarök. Kratos e Atreus voltam da caçada para casa depois de escapar por pouco de uma emboscada de Freya. Depois de chegar, Atreus fica triste ao descobrir que um de seus lobos, Fenrir, está doente, e acaba morrendo. Atreus vai enterrar Fenrir enquanto Kratos descansa. Kratos acaba tendo um sonho com sua falecida esposa, Faye, que o diz que o tempo está acabando, e há muito o que fazer. Depois de perceberem que Atreus não voltava há muito tempo, Kratos e Mímir vão procurá-lo. Durante a busca, eles são atacados por um urso e Kratos quase mata o urso quando ele se transforma novamente em Atreus, que foi transformado no urso devido ao seu sofrimento emocional. Os três voltam para casa, onde são visitados por Thor e Odin, que vieram propor um acordo; os Æsir os deixarão em paz se Atreus parar de procurar Týr para iniciar o Ragnarök. Kratos se recusa, levando Odin a ordenar que Thor o ataque. Thor domina Kratos na batalha, mas depois recua quando ele diz que ainda não é a hora deles. Kratos confronta Atreus sobre sua busca por Týr, levando-o a levar Kratos ao santuário de Týr, revelando uma passagem secreta dentro do santuário que só pode ser aberta por gigantes. Dentro dela, Atreus diz a Kratos que ele junto com Sindri descobriu que Týr foi aprisionado em uma das minas em Svartalfheim e implora a ajuda de Kratos para libertá-lo, com a qual ele relutantemente concorda. Kratos e Atreus saem de Midgard e se refugiam na casa de Brok e Sindri dentro da Árvore do Mundo.
Em Svartalfheim, Kratos e Atreus encontram um enigmático anão chamado Durlin, que os informa onde Týr está aprisionado. Após libertar Týr, o mesmo informa que não quer buscar guerra contra os Æsir, com medo do Ragnarök. Após retornarem, Atreus e Sindri vão para Midgard em busca de respostas de Freya e Jormungandr. Jormungandr revela à Atreus uma resposta misteriosa, falando de um local chamado "Bosque de Ferro". Durante a busca por Freya, Sindri revela que Brok morreu em um acidente anos atrás, e Sindri foi até o Lago das Almas de Álfheim para recuperar as quatro partes da alma de Brok, mas infelizmente só consegue recuperar três dessas partes. Mais tarde, Kratos, Atreus e Týr visitam Alfheim para visitar o santuário de Gróa para entender mais sobre o Ragnarök. Depois de lutar contra os elfos luminosos que guardam Alfheim, eles entram no santuário de Gróa, que lhes revela a verdadeira profecia do Ragnarök; em vez do fim de todos os reinos, apenas Asgard é destruída, devido ao exército de um "Campeão".
Depois de retornar de Alfheim, Kratos e Atreus brigam devido ao Atreus achar que ele é o Campeão da profecia, algo que Kratos não concorda. Atreus resolve dormir e é levado para Jötunheim por uma gigante, Angrboda, que lhe mostra um mural que aparentemente retrata a morte de Kratos no Ragnarök, o que perturba Atreus. Atreus e Angrboda então enfrentam Grýla, a avó de Angrboda, que estava roubando as almas de animais. Angrboda também dá a Atreus um saco cheio de bolinhas, onde estão armazenadas as almas dos Gigantes sobreviventes, mas Atreus diz que as bolinhas estão em segurança com Angrboda. Quando Atreus retorna a Midgard, ele se torna determinado a evitar a morte de Kratos, e após os dois se reunirem, eles são emboscados por Freya em sua forma de Valquíria. Depois que Kratos a subjuga, Freya faz um acordo em que ela poupará Kratos se ele a ajudar a remover sua maldição, levando a uma trégua entre eles. Os dois viajam para Vanaheim para quebrar a maldição de Freya e conhecer seu irmão Freyr. Durante a busca, Kratos revela que ele entende o sofrimento de Freya, falando sobre a morte do seu irmão, Deimos, e a morte de sua antiga esposa e filha pelas mãos do próprio Kratos. Depois de matar Nidhogg e quebrar sua maldição, Freya perdoa Kratos e eles colocam suas diferenças de lado para deter Odin.
Voltando de Vanaheim, Kratos e Atreus discutem entre si sobre o Ragnarök, levando-o a fugir para Asgard para encontrar uma maneira de impedir a morte de Kratos. Em Asgard, Atreus tem um encontro hostil com Heimdall, que mais tarde é interrompido por Thor, que lhe diz que Odin esperava que Atreus viesse. Odin pede a ajuda de Atreus para recuperar pedaços de uma máscara que ele afirma ser a chave para parar o Ragnarök. Durante sua estadia em Asgard, Atreus faz amizade com a filha de Thor, Thrud, e se une a ela por causa de seus problemas familiares. Sua busca pelas peças da máscara dá errado quando ele acidentalmente libera um lobo gigante, Garm, de suas correntes em Helheim, fazendo com que Garm rasgue as estruturas dos reinos.
Enquanto Atreus está fora, Kratos e Freya vão procurar as Nornas para deter o Ragnarök. As Nornas dizem que o Ragnarök é inevitável, e que Heimdall pretende matar Atreus em Asgard, forçando Kratos a fazer uma nova arma com Brok para enfrentá-lo. Logo depois disso, eles são atacados por Helivágos vindos dos rasgos causados por Garm. Atreus chega a tempo de ajudá-los a fechar o rasgo e pede desculpas a Kratos por sua rebeldia, e os dois se unem para voltar a Helheim, com o objetivo de impedir Garm. Como Garm não pode ser morto por não possuir alma, Atreus coloca a alma de Fenrir, que residia dentro da faca de Atreus.
De volta à casa de Brok e Sindri, Atreus conta a eles sobre a máscara, que Týr explica ser a fonte da obsessão de Odin e que, ao restaurar a máscara, ela dará ao usuário conhecimento ilimitado. Eles logo descobrem que Freyr foi capturado pelos Æsir liderados por Heimdall em Vanaheim, levando-os a resgatá-lo. Enquanto Atreus e Freya vão resgatar Freyr, Kratos luta contra Heimdall e é forçado a matá-lo, e Kratos acaba roubando o chifre Gjallahorn, um chifre que inicia o Ragnarök. Depois que Freyr é resgatado, Atreus decide voltar para Asgard para evitar que Odin recupere a máscara. Depois de completar a máscara, Thor tenta matar Atreus por matar seu filho, mas ele foge e leva a máscara com ele. Voltando para a casa, Atreus dá a máscara para Týr, que diz que irá levar o grupo para Asgard. Desconfiado pela mudança de atitude, Brok confronta Týr, que esfaqueia Brok fatalmente e revela ser o Odin disfarçado. Odin quase escapa com a máscara, e Brok acaba morrendo nas mãos do seu irmão, Sindri. Consumido pelo luto, Sindri abandona o grupo e culpa Atreus pela morte de Brok.
Kratos diz a Atreus para não se culpar pela morte de Brok, e que agora eles devem lutar no Ragnarök para vingá-lo. Eles viajam para Muspelheim para procurar Surtr, um gigante de fogo que está profetizado para destruir Asgard. Atreus diz que Surtr deve se unir à sua esposa, Sinmara, para iniciar o Ragnarök, mas Surtr tem o coração de sua esposa, o que é suficiente. Depois de ajudá-lo a se transformar em uma besta primordial, eles retornam aos seus aliados e viajam para Asgard para começar o Ragnarök. Kratos e Atreus vão para um acampamento no Templo de Týr junto com os outros aliados, e resolvem dormir antes de ir para a guerra. Kratos acaba dormindo e tendo outro sonho com Faye, só que desta vez, retrata Faye e Kratos selecionando as árvores que seriam utilizadas para cremar o corpo de Faye (como feito em God of War (2018)). 
Ao acordarem, Kratos sopra Gjallahorn, o que acaba abrindo todos os reinos e iniciando o Ragnarök, fazendo que todos vão para Asgard. À medida que a guerra continua, Kratos luta contra Thor novamente, no qual Kratos é vitorioso. Kratos poupa Thor enquanto implora para ele parar o conflito pelo bem de suas famílias. Quando Odin exige que Thor mate Kratos, Thor se recusa, forçando Odin a matá-lo, o que faz Kratos e Atreus lutarem contra o Odin, e sendo salvos por Freya, que usa uma corda mágica para sufocar o Odin temporariamente. Odin implora a Atreus para usar a máscara, mas Atreus a quebra, provocando uma grande batalha com ele, Kratos e Freya contra Odin. Os três conseguem derrotá-lo, e como Atreus implora a Odin que desista de sua obsessão, Odin se recusa, forçando Atreus a prender sua alma em uma das bolinhas que Angrboda havia dado para Atreus, que mais tarde é destruído por Sindri em um ato de vingança. Os três escapam de Asgard enquanto Surtr a destrói com a ajuda de Angrboda enquanto Freyr se sacrifica ficando para trás para que os sobreviventes consigam fugir antes de Asgard ser destruída.
Algum tempo depois da guerra, Kratos e Atreus são levados à um santuário com Angrboda, que revela que Faye destruiu o mural em Jötumheim para que assim Kratos e Atreus pudessem escrever a sua própria história. Atreus então revela sua intenção de encontrar os Gigantes restantes sozinho para cumprir seu destino como Loki. Kratos concorda, e eles compartilham um último adeus antes de Atreus partir. Kratos olha o santuário e encontra um outro santuário escondido, e fica chocado ao descobrir que em algum momento no futuro, ele se tornará o novo governante dos reinos, um deus da paz. Dominado pela emoção e finalmente esperançoso quanto ao seu futuro, Kratos recruta Freya e Mímir para restaurar a paz e reconstruir os atuais oito reinos. Os Einherjar de Asgard são eliminados, Freya mata a vingativa Valquíria Rainha Gná e recupera seu manto, os Aesir se mudam para Vanaheim e alcançam a paz com os Vanir, Thrúd empunha Mjölnir para homenagear Thor, e o verdadeiro Týr é libertado em Niflheim.
No final secreto, Kratos, Freya, Mímir e um Sindri dominado pelo luto comparecem ao funeral de Brok em Svartalfheim.

### Valhalla
Algum tempo depois dos acontecimentos de Ragnarök, Kratos recebe um convite anônimo para Valhalla. Ele e Mímir viajam até o último remanescente de Asgard e abrem caminho pela entrada de Valhalla. O equipamento e os poderes mágicos de Kratos são repentinamente retirados e ele é derrotado em combate. Acordando nas margens do lado de fora da entrada, eles são confrontados por Freya e a Valquíria Sigrun, que repreendem Kratos e Mímir por invadirem Valhalla sem informá-los, mas permitem sua entrada. Antes de vir para Valhalla, Freya, agora Rainha dos Reinos, convidou Kratos para se juntar ao seu conselho como o novo Deus Nórdico da Guerra, mas ele recusou, relutante em exercer tal poder novamente depois de abusar dele durante seu tempo na Grécia.
Depois de abrir caminho através de Valhalla, Kratos é abordado por Týr, que revela ter enviado o convite. Enquanto os dois lutam, Týr convence Kratos a se abrir e enfrentar seu passado, mas a angústia de Kratos o impede de fazê-lo. Týr revela que Kratos deve usar Valhalla para dominar a si mesmo e aceitar quem ele costumava ser. Kratos então passa por mais provações dentro de Valhalla, enfrentando manifestações de inimigos do passado, como Modi e Magni, bem como aparições da cabeça ilusória de Hélios, o deus do sol que Kratos havia matado em God of War 3. Uma tentativa dá errado e Sigrun viola as regras de Valhalla para salvar Kratos e Mímir de uma morte definitiva, enfraquecendo assim sua conexão com Valhalla. Depois de várias sessões de treino, Týr ajuda Kratos a enfrentar uma manifestação de seu eu mais jovem, a fim de superar seus medos e auto-aversão. Kratos conclui que embora seu eu mais jovem fosse raivoso e cruel, ele também se sacrificou para liberar o poder da esperança de volta à humanidade, provando que sempre houve bondade dentro de Kratos. Percebendo a diferença entre servir aos outros e prestar serviço, Kratos faz as pazes consigo mesmo e concorda em se juntar ao conselho de Freya como um deus da esperança.
Através de mais provações em Valhalla, Mímir revela a história e a profundidade de seus sentimentos românticos por Sigrun, além de seu passado como servo de Oberon, relatando uma situação similar à peça de Shakespeare "Sonho de uma Noite de Verão". No final secreto, Sigrun decide não passar pelas provações para restaurar sua conexão com Valhalla, optando por deixar seu posto de Valquíria e viajar pelo mundo sozinha para encontrar seu próprio propósito. Kratos, Mímir, Freya e as Valquírias, Gunnr e Eir, se despedem dela, com Sigrun prometendo retornar para Mímir.

## Desenvolvimento
Uma sequência de God of War (2018) foi indiciada no final daquele jogo, e terminou com o iminente Ragnarök prestes a acontecer, e um final secreto em que o deus nórdico Thor enfrentaria Kratos e Atreus. Embora nenhum novo jogo tenha sido anunciado oficialmente na época, o diretor do jogo, Cory Barlog, confirmou que o título de 2018 não seria o último jogo de Kratos, e mais tarde foi revelado que os jogos futuros continuariam a ser ambientados no ambiente nórdico e que incluiriam Atreus. Em abril de 2019, um teaser veio na forma de um tema de fundo dinâmico do PlayStation 4; o lado do barco de Kratos e Atreus tinha runas que traduziam como "Ragnarök está chegando". Em 16 de setembro de 2020, durante o PlayStation 5 Showcase, um novo God of War foi anunciado oficialmente com lançamento previsto inicialmente para 2021 para PlayStation 5. O pequeno teaser trailer não revelou oficialmente o nome da sequência, mas assim como as runas do tema dinâmico, o trailer afirmou que o "Ragnarök está chegando". Isso levou algumas fontes a acreditarem que o título do jogo seria God of War Ragnarök, embora tal título ainda não tivesse sido confirmado oficialmente pela Sony na época. O slogan implicou que este seria o início do Ragnarök no universo de God of War, que na mitologia nórdica é uma série de eventos que causam o fim dos tempos e a morte dos deuses nórdicos.
Quando o jogo foi anunciado pela primeira vez em setembro de 2020, foi anunciado apenas como um título exclusivo para PlayStation 5. No entanto, depois que a Sony Interactive Entertainment (SIE) revelou seus planos de apoiar seu console anterior até meados de 2022, começaram as especulações sobre se o próximo God of War teria um lançamento também para PlayStation 4, como alguns outros títulos que originalmente eram considerados exclusivos do PlayStation 5 também foram anunciados para lançamento no PS4 (como Horizon Forbidden West). Em uma entrevista ao The Telegraph logo após o lançamento da nova plataforma em novembro, o presidente e CEO da SIE, Jim Ryan, foi questionado sobre se o próximo God of War seria um exclusivo de PS5; ele respondeu que não tinha "nada a dizer" na época. Em junho de 2021, foi confirmado que a sequência sem título seria lançada para PlayStation 4 e no PlayStation 5, marcando o primeiro jogo da série a ser lançado em um console da geração anterior e atual de forma simultânea.
Em fevereiro de 2021, nem a Sony nem a Santa Monica Studio forneceram atualizações sobre o lançamento do jogo, o que levou Barlog a twittar que o título seria lançado quando estivesse "pronto". Em junho de 2021, o chefe da PlayStation Studios, Hermen Hulst, afirmou que a Sony decidiu adiar o jogo para 2022 a fim de "garantir que a Santa Monica Studio possa entregar um incrível God of War que todos nós queremos jogar." O desenvolvimento foi parcialmente impactado pela pandemia de COVID-19, quando Hulst afirmou que havia problemas para obter acesso à captura de movimentos e talentos. A Santa Monica emitiu um comunicado, dizendo que embora estivessem focados em entregar um jogo de alta qualidade, eles também queriam manter a segurança dos envolvidos no desenvolvimento. O compositor da trilha sonora, Bear McCreary, que também compôs a música do jogo anterior, respondeu à notícia do adiamento, dizendo que valeria a pena esperar. Em uma série de tweets postados por Christopher Judge, o ator de Kratos, no final de setembro, ele disse que foi o motivo pelo qual o jogo foi adiado devido a uma cirurgia que ele precisava fazer em agosto de 2019. Judge disse que a Santa Monica Studio permitiu que ele se recuperasse e esperou que ele se reabilitasse antes de continuar a produção. Ele também revelou que havia desistido brevemente do jogo depois de descobrir que Eric Williams estaria dirigindo a sequência. Judge estava incerto sobre Williams; no entanto, Barlog, que atuou como produtor da sequência, conseguiu convencer Judge de que Williams era totalmente capaz de dirigir o jogo, o que Judge afirmou depois de trabalhar com ele.
Durante o evento PlayStation Showcase em setembro de 2021, o primeiro trailer do jogo foi mostrado, apresentando muito de sua jogabilidade, ao mesmo tempo que mostrava que Kratos e Atreus usariam um trenó puxado por cães para atravessar um terreno coberto de neve. Também foi confirmado que Ragnarök permitirá que todos os nove reinos da mitologia nórdica sejam explorados; o jogo anterior só permite que os jogadores acessem seis reinos, com Asgard, Vanaheim e Svartalfheim estando inacessíveis. Eric Williams, que trabalhou em todos os jogos anteriores da franquia, foi confirmado como o diretor do jogo, com Barlog atuando como produtor, continuando a tradição da era anterior de ter um diretor diferente para cada jogo. Williams também revelou que Richard Schiff interpretaria Odin, o rei dos deuses nórdicos, Ryan Hurst como Thor, Ben Prendergast como Týr, o deus da guerra nórdico, Laya DeLeon Hayes como Angrboda, e Usman Ally como Durlin. Além de Christopher Judge retornando como Kratos, foi confirmado que Sunny Suljic, Danielle Bisutti e Alastair Duncan estariam reprisando seus papéis como Atreus, Freya e Mímir, respectivamente, e Robert Craighead e Adam J. Harrington reprisariam seus respectivos papéis como os Irmãos Huldra, Brok e Sindri. Ao contrário do retrato popular de Thor por Chris Hemsworth no Universo Cinematográfico Marvel, o Thor em Ragnarök parece mais próximo de sua representação na literatura mitológica nórdica, tendo uma construção robusta com longos cabelos e barba ruivos. Após a estreia do trailer, Alanah Pearce confirmou que ela fazia parte da equipe de desenvolvimento, e SungWon Cho anunciou que forneceria a voz e a captura de movimento para Ratatoskr, e trabalhou diretamente com os escritores para escrever suas cenas.
Também durante o evento PlayStation Showcase de 2021, foi confirmado que Ragnarök seria o último jogo da era nórdica da série. Uma das razões pelas quais a Santa Monica decidiu finalizar a era nórdica em Ragnarök foi devido ao tamanho e escala do jogo. O título de 2018 e Ragnarök, respectivamente, levaram cinco anos para serem desenvolvidos, e eles não queriam levar mais cinco anos, totalizando 15 anos, para contar uma história. Barlog também comparou a assistir as edições estendidas da trilogia de filmes O Senhor dos Anéis, afirmando que poder condensar a história em dois jogos era semelhante à sensação de assistir a essa trilogia de filmes, pois o consumidor sentiria que foi contado uma história completa com um começo e um fim definitivos. Os desenvolvedores debateram se deveriam ou não fazer da era nórdica uma trilogia e disseram que Ragnarök poderia ter sido dividido em dois jogos, pois era muito maior em escopo do que o planejado originalmente. Eles também se preocupavam se Ragnarök faria justiça ao conceito apocalíptico. O escritor principal, Rich Gaubery, disse que havia prós e contras em fazer uma trilogia ou terminá-la em dois jogos. A decisão de encerrar a era nórdica em Ragnarök foi deixada para Barlog.
Em 6 de julho de 2022, a Sony anunciou, junto com um trailer cinematográfico, a data de lançamento oficial de Ragnarök para o dia 9 de novembro de 2022. Durante o evento State of Play da Sony em 13 de setembro de 2022, um novo trailer de história foi exibido, apresentando filmagens de jogabilidade e cutscenes. Breves vislumbres de Odin e uma batalha com Thor foram mostrados, assim como os lobos Skoll e Hati, entre outros personagens. Assim como o título de 2018, Ragnarök é apresentado em plano-sequência. Além disso, o jogo suporta opções de resolução mais alta ou melhor desempenho, incluindo resolução 4K a 30 quadros por segundo (fps), resolução de 1080p a 60fps, modo de alta resolução de quadros em 4K a 40fps e modo de alto desempenho de quadros que sincroniza com 120 hertz. As duas últimas opções de quadros altos estão disponíveis apenas para a versão de PS5 do jogo e exigem monitores com HDMI 2.1.
Em 7 de outubro de 2022, a Santa Monica anunciou que o desenvolvimento de Ragnarök havia sido finalizado. Além disso, foi revelado que outros oito estúdios contribuíram para o desenvolvimento do jogo, incluindo a PlayStation Studios Creative Arts, Valkyrie Entertainment, Bluepoint Games, Red Hot, Super Alloy, Jetpack Interactive, Super Genius e Original Force. A contribuição exata de cada estúdio não foi detalhada, exceto a Super Alloy, que trabalhou na captura de movimentos. A Super Alloy auxiliou especificamente na coreografia de combate, e o estúdio forneceu coordenação e trabalho de dublês para o jogo e personagens principais. Eric Jacobus também revelou que ele fez novamente a captura de movimentos de combate para Kratos, assim como fez no título de 2018, bem como para alguns outros personagens.

## Lançamento
God of War Ragnarök foi lançado mundialmente em 9 de novembro de 2022, para PlayStation 4 e PlayStation 5. Os jogadores que comprarem a versão de PS4 podem atualizar para a versão de PS5 por dez dólares. Além das versões físicas e digitais padrões do jogo, existem duas edições físicas de colecionador: a "Jötnar Edition" e a "Collector's Edition". Há também uma "Digital Deluxe Edition" com vários conteúdos para download (DLC), bem como uma "Launch Edition" para jogadores que compraram o jogo antes do lançamento, onde inclui as skins Risen Snow Armor e a Risen Snow Tunic para Kratos e Atreus, respectivamente. A pré-venda do jogo para todas as versões começou em 15 de julho de 2022.
Os itens da Jötnar Edition e Collector's Edition estão alojados em uma caixa chamada Santuário do Guardião do Conhecimento (um santuário apresentado no jogo). Ambas as edições incluem um estojo de jogo em formato SteelBook; no entanto, eles não incluem uma cópia física do título, apenas versões digitais para ambas as plataformas. A peça central de ambas as edições é uma réplica de 16 polegadas do martelo Mjölnir, de Thor, e ambas também incluem esculturas de 2 polegadas de gêmeos Vanir. Os itens físicos exclusivos da Jötnar Edition incluem um disco de vinil de 7 polegadas com a trilha sonora de Bear McCreary, um conjunto de broches de Falcão, Urso e Lobo (que representam a falecida esposa de Kratos, Faye, além de Kratos e Atreus, respectivamente), uma réplica do anel Draupnir, conjunto de dados de Brok e um mapa de tecido da Yggdrasil que mostra cada um dos nove reinos. Em vez do conjunto de dados de Brok, a Collector's Edition possui um conjunto de dados Dwarven. A Digital Deluxe Edition inclui a armadura Darkdale e skins de armas para Kratos e Atreus, a trilha sonora oficial de God of War Ragnarök, um mini livro de arte da Dark Horse Comics, um conjunto de avatares para a conta da PlayStation Network (PSN) do jogador, e um tema de fundo para PS4; todos esses itens digitais estão incluídos nas duas edições físicas de colecionador.
Disponível separadamente está um controle DualSense de edição limitada com a temática de Ragnarök para o PS5. Há também um bundle do PS5 que inclui o console (versão com leitor de disco), um controle DualSense e a versão padrão do jogo.

## Recepção
God of War Ragnarök foi aclamado pela crítica especializada. De acordo com o agregador de resenhas Metacritic, o jogo recebeu uma pontuação média de 94/100 para a sua versão de PlayStation 5, indicando "aclamação universal". No OpenCritic, Ragnarök está classificado como o sexto jogo original com a maior pontuação de todos os tempos, com 98% dos críticos recomendando-o. O jogo recebeu elogios por sua narrativa, personagens, visuais, level design e melhorias gerais na jogabilidade em relação ao seu antecessor. Os revisores, em sua maioria, concordaram que Ragnarök se destacou em relação ao título de 2018 em quase todos os aspectos e que foi um final adequado para a era nórdica da série.

### Vendas
A versão de PlayStation 5 de God of War Ragnarök foi o terceiro jogo de varejo mais vendido durante sua primeira semana de lançamento no Japão, com 29 377 cópias físicas vendidas. A versão de PlayStation 4 foi o sexto jogo de varejo mais vendido no país na mesma semana, vendendo 11 260 cópias físicas. No Reino Unido, embora os números exatos de vendas não tenham sido revelados, foi relatado que Ragnarök vendeu mais cópias físicas em seu primeiro dia do que qualquer outro título anterior da série God of War em sua primeira semana, com 82% do total vendido sendo proveniente da sua versão de PS5, e 18% no PS4. Das vendas do PS5, 12% vieram do bundle do console. Além disso, o jogo vendeu 51% a mais na primeira semana do que o título de 2018. Isso fez de Ragnarök o maior lançamento da série no Reino Unido, em grande parte devido ao fato de ser o primeiro lançamento entre gerações da franquia. Em termos de cópias físicas, foi o segundo maior lançamento do ano no país, atrás apenas de FIFA 23, e teve um lançamento maior que Call of Duty: Modern Warfare II, Elden Ring e Pokémon Legends: Arceus. Em cinco dias, Ragnarök se tornou o jogo original mais rapidamente vendido da história do PlayStation, vendendo 5,1 milhões de unidades em todo o mundo. Até 1.º de fevereiro de 2023, o jogo vendeu mais de 11 milhões de cópias mundialmente.

### Prêmios e indicações
No Golden Joystick Awards 2020, o jogo recebeu o prêmio de "Jogo Mais Procurado". Também foi indicado na categoria de "Jogo Mais Aguardado" no The Game Awards 2020, sendo nomeado para esse mesmo prêmio no The Game Awards 2021. Ele recebeu o prêmio de "Jogo Mais Antecipado" pela PlayStation.Blog. Vários meios de comunicação também incluíram Ragnarök em suas respectivas listas de jogos mais aguardados de 2021, antes do adiamento do jogo para o ano seguinte. O jogo concorre a dez indicações no The Game Awards 2022, incluindo Jogo do Ano e Melhor Direção de Jogo, bem como Melhor Jogo do Ano no Golden Joystick Awards de 2022.
| Ano  | Premiação                       | Categoria                                                        | Resultado | Ref.          |
| ---- | ------------------------------- | ---------------------------------------------------------------- | --------- | ------------- |
| 2020 | Golden Joystick Awards          | Jogo Mais Procurado                                              | Venceu    | [ 65 ]        |
| 2020 | The Game Awards 2020            | Jogo Mais Aguardado                                              | Indicado  | [ 68 ]        |
| 2021 | Golden Joystick Awards          | Jogo Mais Procurado                                              | Indicado  | [ 79 ] [ 80 ] |
| 2021 | The Game Awards 2021            | Jogo Mais Aguardado                                              | Indicado  | [ 70 ]        |
| 2022 | Game Audio Network Guild Awards | Melhor Áudio de Trailer de Jogo                                  | Venceu    | [ 81 ]        |
| 2022 | Hollywood Music in Media Awards | Melhor Trilha Sonora Original — Jogo Eletrônico (Bear McCreary)  | Indicado  | [ 82 ]        |
| 2022 | Hollywood Music in Media Awards | Melhor Canção Original — Jogo Eletrônico ("Blood Upon The Snow") | Venceu    | [ 82 ]        |
| 2022 | Titanium Awards                 | Jogo do Ano                                                      | Venceu    | [ 83 ] [ 84 ] |
| 2022 | Titanium Awards                 | Melhor Design de Narrativa                                       | Venceu    | [ 83 ] [ 84 ] |
| 2022 | Titanium Awards                 | Melhor Design de Jogo                                            | Indicado  | [ 83 ] [ 84 ] |
| 2022 | Titanium Awards                 | Melhor Direção de Arte                                           | Indicado  | [ 83 ] [ 84 ] |
| 2022 | Titanium Awards                 | Melhor Direção de Som                                            | Indicado  | [ 83 ] [ 84 ] |
| 2022 | Golden Joystick Awards          | Jogo do Ano                                                      | Indicado  | [ 78 ]        |
| 2022 | The Game Awards 2022            | Jogo do Ano                                                      | Indicado  | [ 77 ] [ 85 ] |
| 2022 | The Game Awards 2022            | Melhor Direção de Jogo                                           | Indicado  | [ 77 ] [ 85 ] |
| 2022 | The Game Awards 2022            | Melhor Narrativa                                                 | Venceu    | [ 77 ] [ 85 ] |
| 2022 | The Game Awards 2022            | Melhor Direção de Arte                                           | Indicado  | [ 77 ] [ 85 ] |
| 2022 | The Game Awards 2022            | Melhor Trilha Sonora (Bear McCreary)                             | Venceu    | [ 77 ] [ 85 ] |
| 2022 | The Game Awards 2022            | Melhor Design de Áudio                                           | Venceu    | [ 77 ] [ 85 ] |
| 2022 | The Game Awards 2022            | Melhor Performance (Christopher Judge como Kratos)               | Venceu    | [ 77 ] [ 85 ] |
| 2022 | The Game Awards 2022            | Melhor Performance (Sunny Suljic como Atreus)                    | Indicado  | [ 77 ] [ 85 ] |
| 2022 | The Game Awards 2022            | Melhor Jogo de Ação-aventura                                     | Venceu    | [ 77 ] [ 85 ] |
| 2022 | The Game Awards 2022            | Inovação em Acessibilidade                                       | Venceu    | [ 77 ] [ 85 ] |